# HD 102776
|  | No s'ha de confondre amb J Centauri. |

HD 102776 conegut també com j Centauri (j Cen / HD 102776 / HR 4537) és un estel de magnitud aparent +4,31 enquadrat dins la constel·lació de Centaure. La nova reducció de les dades de paral·laxi del satèl·lit Hipparcos situa a aquest estel a 595 anys llum del sistema solar. És membre de l'associació estel·lar d'Scorpius-Centaurus, l'edat de la qual està compresa entre els 4.000 i els 15.000 anys.
HD 102776, és un estel blanc-blavós de la seqüència principal de tipus espectral B3Vne. Amb una temperatura efectiva de 18.700 K, té una lluminositat 2.919 vegades major que la del Sol. El seu radi és 3,9 vegades més gran que el radi solar i la seva massa és aproximadament 7 vegades major que la massa solar, per sota del límit a partir pel qué els estels acaben fent esclatant com a supernoves.
j Centauri és una estrella Be —semblant a δ Centauri o a η Centauri— i pot ser també variable, rebent la denominació provisional NSV 5357. La seva amplitud de variació és de 0,049 magnituds.
j Centauri no ha de ser confosa amb J Centauri (HD 116087).